# Alberto Manguel
Alberto Manguel (Buenos Aires, 13 marzo 1948) è uno scrittore e traduttore argentino naturalizzato canadese.

## Biografia
Nato a Buenos Aires, Manguel trascorre i suoi primi anni di vita a Tel Aviv, dove il padre presta servizio come primo ambasciatore argentino presso lo Stato d'Israele. La sua prima lingua è l'inglese, insieme al tedesco, parlato con la sua governante. Solo a partire dai sette anni, quando la sua famiglia rientra in Argentina, comincia a parlare abitualmente la lingua spagnola.
All'età di sedici anni, mentre lavora alla libreria Pygmalion di Buenos Aires, ha un incontro fondamentale con un cliente particolare, Jorge Luis Borges che, ormai cieco, gli chiede di leggere ad alta voce per lui, a casa sua. Sarà uno dei lettori di Borges tra il 1964 e il 1968. Nel frattempo compie i propri studi al Colegio Nacional de Buenos Aires.
Lascia l'Argentina per l'Europa nel 1968, prima che inizi l'orrore dei desaparecidos. Negli anni settanta trascorre una vita nomade tra Francia, Inghilterra, Italia e Tahiti, svolgendo attività di traduttore, recensore, redattore e curatore letterario.
Nel 1982 si trasferisce a Toronto, dove si stabilisce per quasi due decenni, acquisendo la nazionalità canadese, che diventa per lui la prima e più importante. Scrive regolarmente per i giornali canadesi, per il britannico Times Literary Supplement, per gli statunitensi New York Times e Village Voice, per lo svedese Svenska Dagbladet e collabora con la Canadian Broadcasting Corporation.
Nel 2000 si trasferisce nella regione francese del Poitou-Charentes.
Dal 2015 al 2018 è stato Direttore della Biblioteca nazionale argentina.
Nel 2020 si è trasferito a Lisbona, città alla quale ha donato la sua biblioteca di 40.000 volumi per farne un Centro internazionale sulla lettura, di cui è direttore.

## Premi e riconoscimenti

### Premi letterari
- 1992: McKitterick Prize per News from a Foreign Country Came
- 1998: Prix Médicis per Una storia della lettura
- 2007: Premio Grinzane Cavour per Diario di un lettore

### Onorificenze
- 1996: cavaliere dell'Ordre des Arts et des Lettres
- 2004: ufficiale dell'Ordre des Arts et des Lettres

## Opere

### Saggistica
- Manuale dei luoghi fantastici (Dictionary of Imaginary Places, 1980), trad. di Gianni Guadalupi, Milano, Rizzoli, 1982; Nuova ed. aggiornata, col titolo Dizionario dei luoghi fantastici, trad. di I. Rizzatto e L. Brustolin, Milano, Archinto, 2010, ISBN 978-88-776-8515-5.
- Una storia della lettura (A History of Reading, 1996), trad. di G. Guadalupi, Milano, Mondadori, 1997, ISBN 88-044-0803-0; Collana Varia, Milano, Feltrinelli, 2009, ISBN 978-88-074-9085-9; Nuova ed. aggiornata e ampliata, Collana Cultura e storia, Milano, Vita e Pensiero, 2023, ISBN 978-88-343-5429-2.
- Bride of Frankenstein, 1997 [critica cinematografica]
- Il computer di Sant'Agostino e altri saggi (Saint Augustine's Computer, 1997), Milano, Archinto, 2005, ISBN 88-77-684-46-1
- Into the Looking-Glass Wood, 1998
- A Visit to the Dream Bookseller, 1998
- How Pinocchio Learned to Read, 2000 [contenuto in Il computer di Sant'Agostino]
- Reading Pictures, 2000
- Kipling, 2001
- Diario di un lettore (A Reading Diary, 2004), Milano, Archinto, 2006, ISBN 88-77-684-66-6.
- Solitary Vices, 2004
- Con Borges (With Borges, 2004), Collana Piccola Biblioteca n.528, Milano, Adelphi, 2005, ISBN 88-45-919-69-2.
- Pinocchio & Robinson, 2005
- Al tavolo del Cappellaio Matto (At the Mad Hatter's Table, 2006), Milano, Archinto, 2008, ISBN 978-88-776-8505-6.
- Magic Land of Toys, 2006
- La biblioteca di notte (The Library at Night, 2006), Milano, Archinto, 2007, ISBN 978-88-776-8496-7.
- Omero. Iliade e Odissea. Una biografia (Homer's The Iliad and The Odyssey, 2007), Roma, Newton Compton, 2007, ISBN 978-88-541-0934-6
- The City of Words, 2007
- Il Libro degli elogi, traduzione di Glauco Felici, Collana Le mongolfiere, Milano, Archinto, 2009, ISBN 978-88-776-8533-9.
- Una vita immaginaria. Conversazioni con un amico, traduzione di L. Congiu e A. Morpurgo, Milano, Archinto, 2011, ISBN 978-88-776-8582-7.
- Una stanza piena di giocattoli, traduzione di I. Rizzato, Collana Le mongolfiere, Milano, Archinto, 2012, ISBN 978-88-776-8615-2.
- Una storia naturale della curiosità (Curiosity, 2015), traduzione di Stefano Valenti, Milano, Feltrinelli, 2015, ISBN 978-88-07-49193-1.
- L'Apocalisse secondo Dürer, traduzione di G. Baglieri, Collana Parole & Figure n.2, Pagine d'Arte, 2016, ISBN 978-88-965-2985-0.
- Sig. Bovary & altri personaggi, traduzione di Elena Liverani e Daniele Crivellari, Collana Sintomi, Pagine d'Arte, 2016, ISBN 978-88-965-2995-9.
- La Città delle parole, traduzione di G. Baglieri, Collana Le mongolfiere, Milano, Archinto, 2016, ISBN 978-88-776-8654-1.
- Vivere con i libri. Un'elegia e dieci digressioni, traduzione di Duccio Sacchi, Collana Frontiere, Torino, Einaudi, 2018, ISBN 978-88-062-3977-0.
- Il sentimento di sé, Milano, Vita e Pensiero, 2020, ISBN 978-88-343-4330-2. (ebook)
- Mostri favolosi. Dracula, Alice, Superman e altri amici letterari, con illustrazioni dell'Autore, traduzione di Giovanna Baglieri, Milano, Vita e Pensiero, 2020, ISBN 978-88-343-40455.
- Ricettario dei luoghi immaginari, Collana Varia, Milano, Vita e Pensiero, 2022, ISBN 978-88-343-5116-1.
- A. Manguel-Nicola Giuseppe Smerilli, Dante. Orizzonti dell'esilio, traduzione di G. Baglieri e S. Cuminetti, Firenze, Olschki, 2022, ISBN 978-88-222-6847-1.
- A. Manguel-Antonio Felipe Pimentel-Stefano Salis, In nome del libro. La gloria delle biblioteche di qua e di là del mare, traduzione di G. Baglieri e F. Bernardis, Edizione illustrata, Parma, Franco Maria Ricci, 2023, ISBN 979-12-802-9416-6.
- Frammenti d'argilla. Riflessioni sui quattro elementi, Collana Particelle elementari n.10, Firenze, Olschki, 2023, ISBN 978-88-222-6879-2.
- Don Chisciotte e i suoi fantasmi, Collana Il Divano n.333, Palermo, Sellerio, 2023, ISBN 978-88-389-4474-1.

### Narrativa
- News From a Foreign Country Came, 1991.
- Stevenson sotto le palme (Stevenson Under the Palm Trees, 2003), trad. di Silvia Bre, Roma, Nottetempo, 2007, ISBN 978-88-745-2121-0.
- Il ritorno (El regreso, 2005), Collana Narrativa, Roma, Nottetempo, 2010, ISBN 978-88-745-2234-7.
- L'amante puntiglioso (The Overdiscriminating Lover, 2005), trad. di Silvia Bre, Collana Narrativa, Roma, Nottetempo, 2009, ISBN 978-88-745-2189-0.
- Tutti gli uomini sono bugiardi (Todos los hombres son mentirosos, 2008), trad. di E. Liverani, Collana I Narratori n.814, Milano, Feltrinelli, 2010, ISBN 978-88-070-1814-5.